# Kyrksjön (Hölö socken, Södermanland)
Kyrksjön är en sjö i Södertälje kommun i Södermanland och ingår i Tyresån-Trosaåns kustområde. Sjön är 5,1 meter djup, har en yta på 1,94 kvadratkilometer och är belägen 9 meter över havet. Sjön avvattnas av vattendraget Åbyån, vars vattenkraft nyttjades förr av Åby kvarn. Namnet anknyter till Hölö kyrka som ligger vid sjöns nordöstra strand.

## Delavrinningsområde
Kyrksjön ingår i det delavrinningsområde (654430-160131) som SMHI kallar för Utloppet av Kyrksjön. Medelhöjden är 21 meter över havet och ytan är 7,83 kvadratkilometer. Räknas de 3 avrinningsområdena uppströms in blir den ackumulerade arean 26,07 kvadratkilometer. Avrinningsområdets utflöde Åbyån mynnar i havet. Avrinningsområdet består mestadels av skog (43 procent), öppen mark (17 procent) och jordbruk (25 procent). Avrinningsområdet har 3,26 kvadratkilometer vattenytor vilket ger det en sjöprocent på 12,5 procent. Bebyggelsen i området täcker en yta av 0,3 kvadratkilometer eller 1 procent av avrinningsområdet.

## Bilder

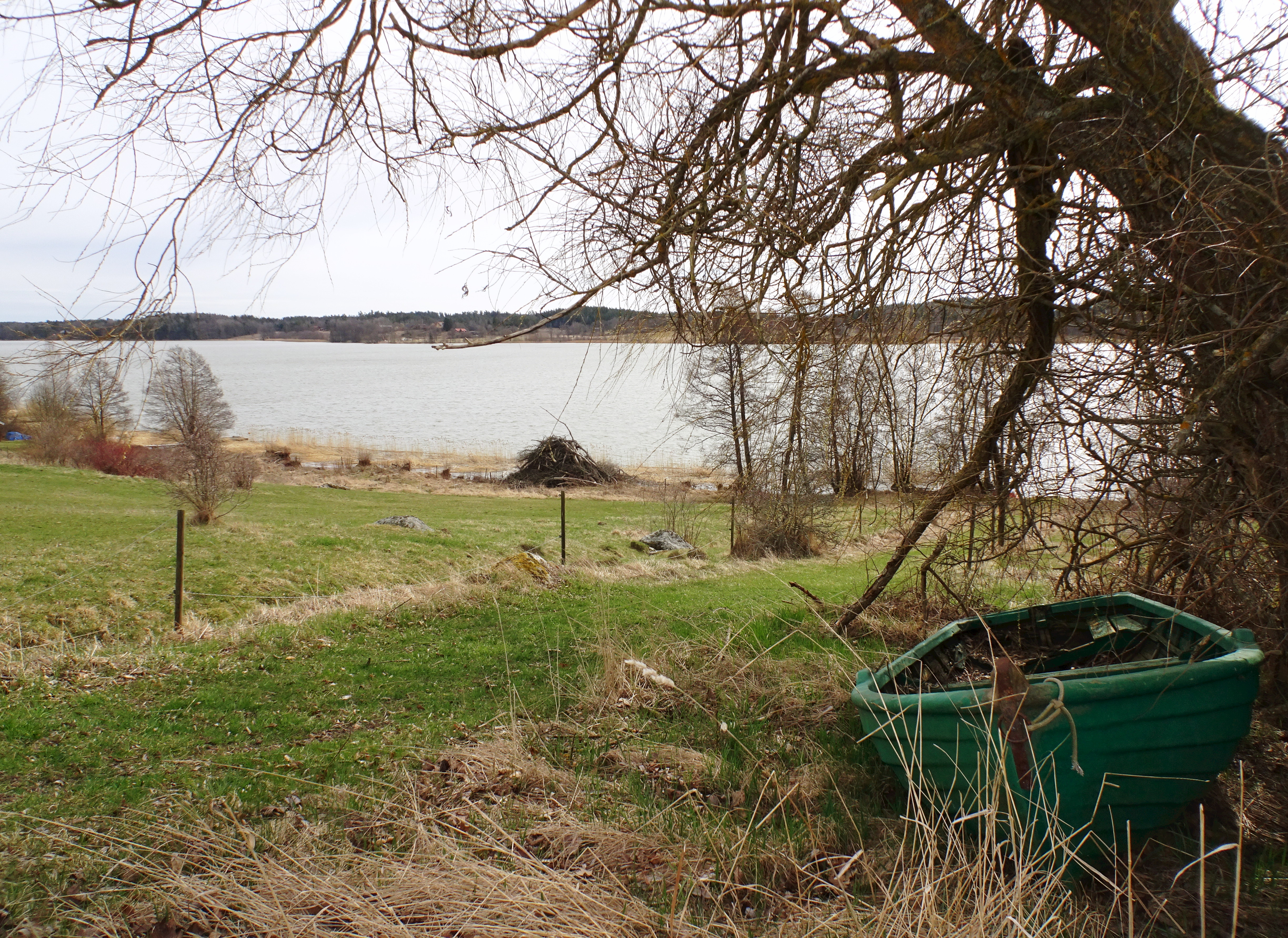
Kyrksjön från norr
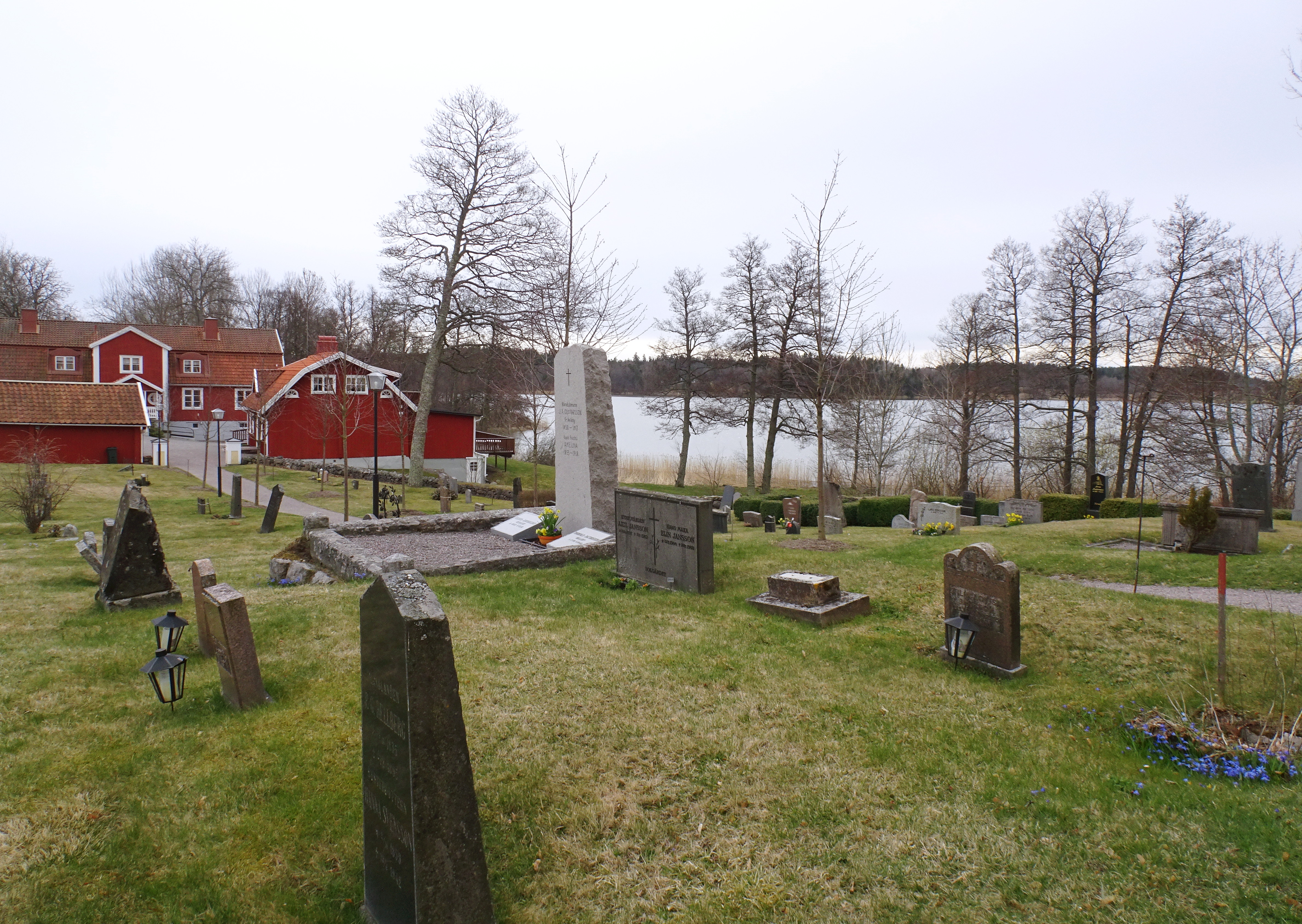
Kyrksjön från Hölö kyrka
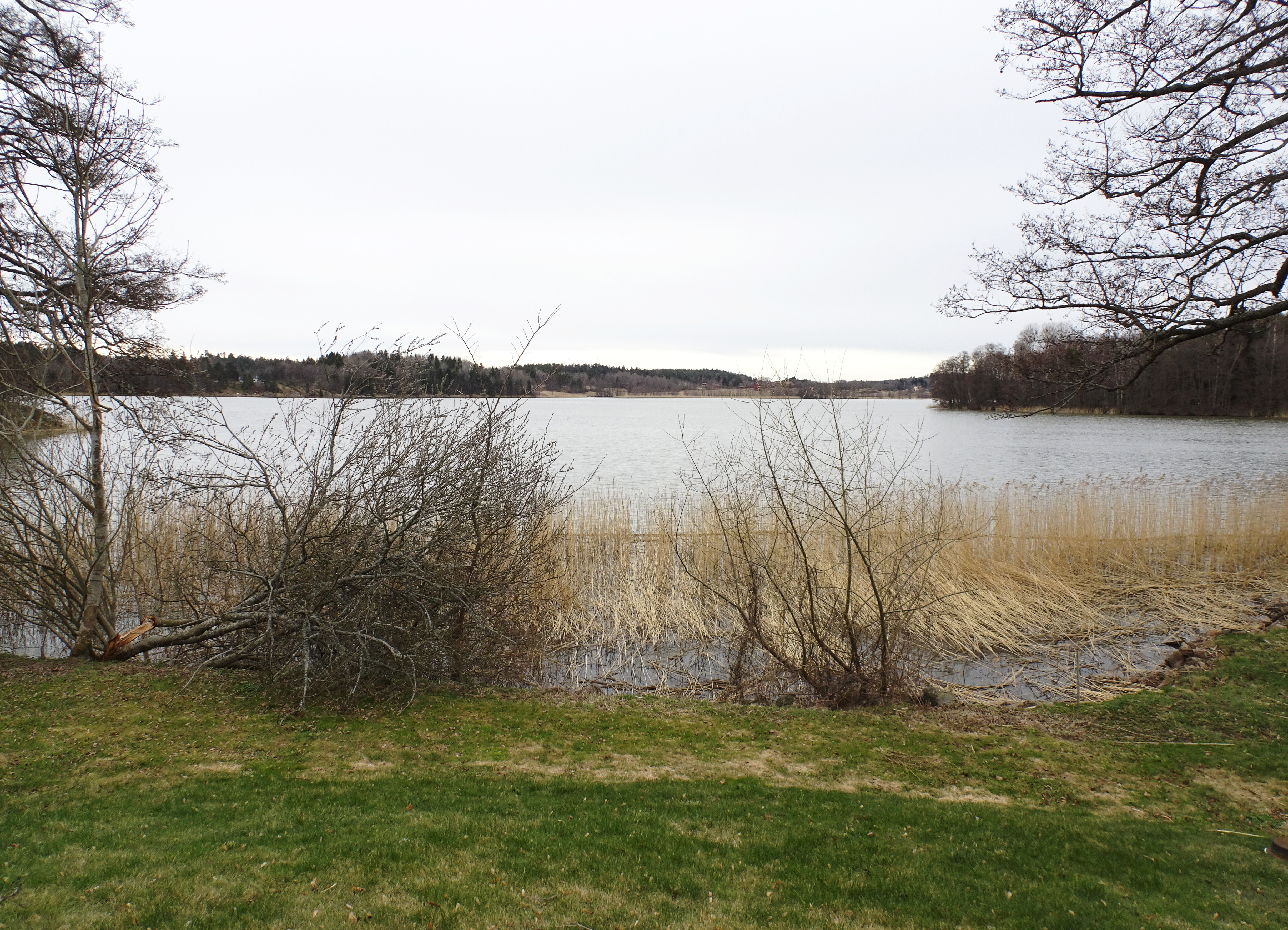
Kyrksjön från Hölö kyrka
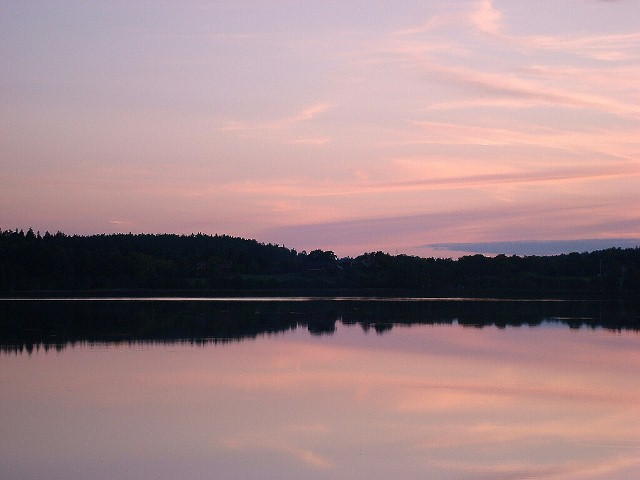
Kvällsstämning över Kyrksjön